# Carcinops exigua
Carcinops exigua är en skalbaggsart som beskrevs av Wenzel 1944. Carcinops exigua ingår i släktet Carcinops och familjen stumpbaggar. Inga underarter finns listade i Catalogue of Life.